# AIDC T-CH-1 Chung-Hsing
Le T-CH-1 Chung-Hsing est un avion d'entraînement taïwanais. Il est construit par Aerospace Industrial Development Corporation (AIDC).

## Conception
Il fut développé à partir du T-28 Trojan américain. Le premier prototype, désigné XT-CH-1A, effectua son premier vol le 23 novembre 1973. Le second prototype, désigné XT-TC-1B, vola pour la première fois le 27 novembre 1974. Il était doté d'une voilure plus grande et de points d'emport sous voilure.
La production débuta en mai 1976, sous la dénomination T-CH-1, elle s'étala jusqu'en 1981. Il fut produit à 50 exemplaires.
Le T-CH-1 était un avion tricycle à ailes basses, avec les places des deux membres d'équipage placées en tandem. Il était propulsé par un turbopropulseur Avco Lycoming produit sous licence dans l'usine de Kang Shan. Il était utilisé pour l'entraînement de base des pilotes.

## Variantes
- XT-CH-1A : Prototype ;
- XT-CH-1B : Prototype doté d'une voilure plus grande et de points d'emport extérieurs ;
- T-CH-1 : Avion de série.

## Utilisateurs
- Taïwan: Republic of China Air Force (RoCAF) - Force aérienne taïwanaise. (50 appareils)